# ローレンス・ウェイジャー
ローレンス・ウェイジャー（Lawrence Rickard Wager または Bill Wager、1904年2月5日 - 1965年11月20日）は、イギリスの地質学者・探検家・登山家である。グリーンランドの地質学的に重要な地層であるスケアガード岩体の発見と1933年のエベレスト登山への挑戦によって知られる。

## 生涯
ヨークシャーの Batley に生まれた。ケンブリッジ大学のペンブルック・カレッジ (Pembroke College) で学んだ。ケンブリッジ時代には登山に興味をもち大学の登山クラブの会長を務めた。ケンブリッジ大学での研究の後、レディング大学 (University of Reading) の地質学の講師となった。
1930年にジーノ・ワトキンス (Gino Watkins) に率いられたイギリスの北極航空路の経路探索調査に加わり、東グリーンランドに旅して、Kangerdlugssuaq Fjord の入り口でスケアガード岩体を発見した。この岩体の地質学的重要はすぐに明らかになった。グリーンランド遠征はウェイジャーの探検家としての才能を証明し、39日に及ぶ 200km のソリ旅行を行い、当時は北極圏の最も高い山とされていた標高 3,380m の Mont Forel の登頂を目指した。頂上の約150m 下までせまり、登山隊は引き返した。グリーンランドの研究はその後の彼のキャリアの基礎となり、1930年代に3度のグリーンランド調査の指揮、企画を行った。スケアガード岩体やその周辺の詳細な地質調査を行い、Meddelelser om Grønland を出版した。
1933年にヒュー・ラットレッジ (Hugh Ruttledge) に率いられるエベレスト北壁登山隊のメンバーに選ばれ、5月30日ウェイジャーとパーシー・ウィン・ハリス (Percy Wyn-Harris) は頂上を目指す最初のチームとなり、雪の状況や時間の制約から登頂には成功しなかったが、当時の最高到達点に到達した。これは酸素ボンベの助けなしに行われ、1978年にラインホルト・メスナーとペーター・ハベラーが酸素ボンベを使わずにエベレスト登頂に成功するまで、酸素ボンベを使わずに登山家が到達した最高点の記録であった（1924年にイギリス隊のエドワード・ノートンも無酸素で同じ標高まで達している）。
第二次世界大戦中は空軍で働いた。1944年にダラム大学の地質学の教授となり、1950年にオクスフォード大学に移った。1953年にグリーンランド調査を行ったが、1955年に心臓病で登山活動から引退した。1946年王立協会フェロー選出。

## 受賞歴
- 1936年: Mungo Park Medal（Royal Scottish Geographical Society）
- 1945年: ビグスビー・メダル（ロンドン地質学会）
- 1962年: ライエル・メダル（ロンドン地質学会）

## ウェイジャー・メダル
国際火山学及び地球内部化学協会はウェイジャーの功績を称えて、火山学に貢献した40歳以下の研究者に贈られるウェイジャー・メダル (Wager Medal) を創設した。

### 受賞者
- 1974年: Franco Barberi（イタリア）
- 1974年: J. Varet（フランス）
- 1978年: スティーヴン・スパークス (R.S.J. Sparks)（イギリス）
- 1987年: Charlie Bacon（アメリカ合衆国）
- 1993年: Colin Wilson（イギリス）
- 1993年: Claude Jaupart（フランス）
- 1998年: Giovanni Macedonio（イタリア）
- 1998年: Jon Davidson（アメリカ合衆国）
- 2002年: Andrew Woods（イギリス）
- 2002年: James Gardner（アメリカ合衆国）
- 2004年: Andy Harris（アメリカ合衆国）
- 2004年: Oleg Melnik（ロシア）
- 2008年: Joachim Gottsmann（イギリス）
- 2008年: Alessandro Aiuppa（イタリア）
- 2011年: Amanda Clarke (アメリカ合衆国)
- 2013年: Antonio Costa (イタリア)
- 2013年: Fidel Costa (シンガポール)